# Sanford Myron Zeller
Sanford Myron Zeller (ur. 19 października 1885 w Coldwater,  zm. 4 listopada 1948) – amerykański mykolog.
Urodził się w Coldwater w stanie Michigan. Kształcił się w Lawrence College w Wisconsin, a następnie w Greenville College w Illinois. Doktorat z botaniki uzyskał w 1917 r. na Uniwersytecie Waszyngtona w St. Louis. Dwa lata później rozpoczął pracę jako fitopatolog i profesor w Oregon Agricultural Experimental Station w Corvallis w stanie Oregon.
W trakcie swojej kariery opublikował ponad 150 artykułów naukowych. Specjalizuje się w grzybach z grupy wnętrzniaków (Gasteromycetes). Opisał 3 ich rzędy, 9 rodzin, 7 rodzajów, 81 gatunków i opublikował 3 nowe rodzaje, 62 gatunków i 59 kombinacji we współpracy z innymi naukowcami. W latach 1924–1930 był redaktorem naczelnym czasopisma naukowego Phytopathology.
W naukowych nazwach opisanych przez niego taksonów dodawane jest jego nazwisko Zeller.